# Герцеговщак
Херцеговщак (словен. Hercegovščak) — поселення в общині Горня Радгона, Помурський регіон, Словенія. Висота над рівнем моря: 247,3 м.